# Rzekotka zielonoliściowa
Rzekotka zielonoliściowa (Ranoidea phyllochroa) – gatunek płaza bezogonowego z podrodziny Pelodryadinae w rodzinie rzekotkowatych (Hylidae). 
Występowanie
Południowo-wschodnie wybrzeże Australii – wschodnia część stanu Nowa Południowa Walia, od okolic Wollongong na północ po Port Macquarie. Stwierdzenia z obszarów wybrzeży dalej na północ są obecnie przypisywane do Ranoidea barringtonensis, który dawniej synonimizowano z Ranoidea phyllochroa.